# Citharomangelia richardi
Citharomangelia richardi é uma espécie de gastrópode do gênero Citharomangelia, pertencente à família Mangeliidae.